# Chula Vista
 (juin 2018).
Chula Vista est une municipalité du comté de San Diego, Californie, États-Unis. Sa population était de  275 487 habitants en 2020. La maire actuelle de la ville est Mary Casillas Salas.

## Géographie
Selon le Bureau du recensement des États-Unis, la ville a une superficie de 132,7 km2, dont 126,6 km2 de terre et 6,1 km2 d'eau, soit 4,61 % du total. La densité de population est de 1 370,9 hab/km2.

## Histoire
Le territoire de la ville actuelle, autrefois habité par la tribu amérindienne des Kumeyaay, entre en 1795 dans le Rancho del Rey (Ranch du Roi) espagnol, qui prend le nom de Rancho de la Nación (Ranch de la nation) en 1831 après l'indépendance mexicaine. La ville s'incorpore en municipalité le 28 novembre 1911.

## Démographie
| 1920  | 1930  | 1940  | 1950   | 1960   | 1970   |
| ----- | ----- | ----- | ------ | ------ | ------ |
| 1 718 | 3 869 | 5 138 | 15 927 | 42 034 | 67 901 |

| 1980   | 1990    | 2000    | 2010    | - | - |
| ------ | ------- | ------- | ------- | - | - |
| 83 927 | 135 163 | 173 556 | 243 916 | - | - |

## Jumelages
- Odawara (Japon)
- Cebu City (Philippines)
- Irapuato (Mexique)